# 101, Milky Way
101, Milky Way – album studyjny Klausa Schulzego, nagrany w 2009 roku, a wydany 15 listopada 2024 roku nakładem wytwórni SPV.

## Album

### Historia
Pod koniec 2008 roku jedna z niemieckich wytwórni filmowych zwróciła się do Klausa Schulzego z zapytaniem, czy mógłby stworzyć ścieżkę dźwiękową do planowanego filmu dokumentalnego o hakerach komputerowych. Kompletny album powstał w 2009 roku, ale reżyser filmu dokumentalnego Hacker, Alex Biedermann, wykorzystał jedynie niewielkie jego fragmenty jako delikatną muzykę w tle. Cały album pozostał w szufladzie kompozytora. W 2024 roku wytwórnia SPV postanowiła go wydać zgodnie z życzeniami jego bliskich.

### Muzyka
Otwierający album utwór „Infinity” rozpoczyna się od ciepłych, przypływów i odpływów dźwięków otoczenia, by po dłuższej sekwencji przejść w fazę wskazującą na zywe zainteresowanie Schulzego również muzyką świata. „Alpha” ma podobny charakter, jednak bez zapożyczeń z muzyki świata. „Multi” rozpoczyna się mroczniej i bardziej groźnie, a po kilku minutach dołączają wirujące, jasne dźwięki syntezatorów, prowadzące do drugiej połowy utworu, która ma hipnotyczny, niemal taneczny efekt z perkusyjnymi rytmami i transowymi tonami. „Meta” ma charakter relaksu przed kolejnym długim, blisko dwudziestominutowym utworem, „Uni”, który zaczyna się dość płynnie i ambientowo, bo po czwartej minucie przybrać minimalistyczny i chłodny charakter.

### Wydanie
15 listopada 2024 roku album ukazał się jako CD, podwójny LP oraz streaming i digital download.

### Lista utworów
| 1. | Infinity | 14:50   |
|    |          |         |
| 2. | Alpha    | 4:59    |
|    |          |         |
| 3. | Multi    | 32:34   |
|    |          |         |
| 4. | Meta     | 8:38    |
|    |          |         |
| 5. | Uni      | 18:35   |
|    |          |         |
|    |          | 1:19:36 |
|    |          |         |

| A1. | Infinity     | 14:50   |
|     |              |         |
| A2. | Alpha        | 4:59    |
|     |              |         |
| B.  | Multi Part 1 | 21:52   |
|     |              |         |
| C1. | Multi Part 2 | 11:00   |
|     |              |         |
| C2. | Meta         | 8:38    |
|     |              |         |
| D.  | Uni          | 18:35   |
|     |              |         |
|     |              | 1:19:54 |
|     |              |         |

#### Streaming + digital download
Lista i informacje według Bandcamp:
| 1.  | INFINITY Pt#1 | 04:26   |
|     |               |         |
| 2.  | INFINITY Pt#2 | 04:28   |
|     |               |         |
| 3.  | INFINITY Pt#3 | 05:55   |
|     |               |         |
| 4.  | ALPHA         | 04:58   |
|     |               |         |
| 5.  | MULTI Pt#1    | 04:57   |
|     |               |         |
| 6.  | MULTI Pt#2    | 05:37   |
|     |               |         |
| 7.  | MULTI Pt#3    | 05:16   |
|     |               |         |
| 8.  | MULTI Pt#4    | 05:56   |
|     |               |         |
| 9.  | MULTI Pt#5    | 10:46   |
|     |               |         |
| 10. | META          | 08:38   |
|     |               |         |
| 11. | UNI Pt#1      | 04:17   |
|     |               |         |
| 12. | UNI Pt#2      | 08:41   |
|     |               |         |
| 13. | UNI Pt#3      | 05:37   |
|     |               |         |
|     |               | 1:19:32 |
|     |               |         |

### Informacje
- Klaus Schulze – kompozytor, miksowanie
- Thomas Kagermann – chórki, skrzypce („Infinity”)
- Tom Dams – loopy („Multi”, „Meta”), mastering
- noty informacyjne – Elfi Schulze, James L. Frachon, Max Schulze, Richard Schulze, Tom Dams
- fotografie – James L. Frachon, Mygale Films

## Odbiór

### Opinie krytyków
| Oceny łączne | Oceny łączne |
| Publikacja   | Ocena        |
| ------------ | ------------ |
| laut.de      | [ 3 ]        |
| Prog         | [ 7 ]        |

Toni Hennig z magazynu laut.de ocenia, że 101, Milky Way jest „świadectwem kreatywności i produktywności, jaką Schulze wykazał się przez całe swoje życie. Każdy, kto liczył na klasyczną płytę Klausa Schulze w stylu jego ostatniej studyjnej płyty Deus Arrakis, może się nieco zawieść. Jednak każdy, kto ceni bardziej transowe dzieła, jak Moonlake, może sięgnąć po niego bez wahania”.
Zdaniem Mike’a Barnesa z magazynu Prog album jest „szczególnie polecany tym, którzy lubią podróż tak samo jak cel – nie zawsze jest wiele do zobaczenia po drodze”. Za jedyny zbędny element recenzent uznał „pięć i pół minuty pętli rytmicznej, która raczej leniwie zamyka ten album”.

### Listy tygodniowe
| Kraj   | Lista                      | Pozycja |
| ------ | -------------------------- | ------- |
| Niemcy | Offizielle Deutsche Charts | 65      |